# دایسوکه ناکاموری
دایسوکه ناکاموری (انگلیسی: Daisuke Nakamori؛ زادهٔ ۱۰ ژوئیهٔ ۱۹۷۴) بازیکن فوتبال اهل ژاپن است.